# Batalla del Camello
La batalla del Camello o batalla de Yámal o también batalla de Basora (en árabe موقعة الجمل, mawqiʿa al-ŷamal) fue un combate librado el 7/8 de diciembre de 656 cerca de Basora entre el califa Alí y la viuda de Mahoma, Aisha junto con los "compañeros del Profeta" (sahaba) Talha ibn Ubayd-Allah at-Taymi y Az-Zubayr ibn al-Awwam, considerados como los musulmanes más influyentes después del propio califa. 
La batalla se libró entre Ali ibn Abi Talib, quien era primo y yerno del fallecido profeta islámico Mahoma, y era considerado el cuarto califa Rashidun y el primer Imam chií, y Aisha (viuda de Mahoma), Talhah y  Zubayr quienes dirigieron la campaña contra Ali con el objetivo de vengar la muerte del tercer califa, Uthmán, que había sido asesinado recientemente como resultado de una rebelión de sus oponentes. Marcando el segundo capítulo de la primera fitna, la fatídica batalla terminó con la victoria de Ali y la derrota de Aisha. Naturalmente, las perspectivas sobre el evento y sus actores difieren entre las dos sectas principales, sunitas y chiitas. Los sunitas sostienen que ninguna de las partes principales, Ali y A'isha y sus respectivos seguidores, tenía la intención de entablar una batalla inicialmente, y que la batalla fue una consecuencia imprevista de la interferencia de un segundo partido. Por otro lado, los chiitas creen que el asesinato de Uthmán fue un pretexto para que Aisha y sus seguidores hicieran la guerra contra Ali.

## Preludio

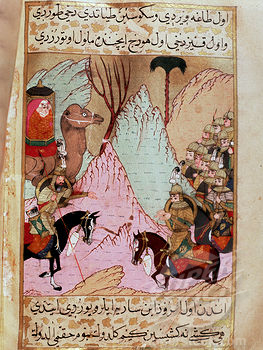
La viuda de Mahoma, Aisha, luchando contra el cuarto califa Ali en la Batalla del Camello. Miniatura del Siyer-i Nebi, epopeya turca sobre la vida de Mahoma, escrita por Mustafá, hijo de Yusuf de Erzurum. Siglo XVI. Biblioteca del Museo Topkapi Sarayi, Estambul, Turquía.

Aisha, la esposa favorita de Mahoma, guardaba un fuerte resentimiento en contra de Ali ibn Abi Talib, quien le había sugerido al Profeta que se divorciase de ella en medio de un escándalo en el que Aisha había sido acusada de infidelidad.
Después del asesinato de Uthmán ibn Affan, la gente en Medina le juró lealtad a Ali como el nuevo califa musulmán. Ali, sin embargo, no había sido elegido por la Shura, un grupo de los compañeros más eminentes, ni contaba con el respaldo de la mayoría de coraichitas, quienes bajo la constitución de Abu Bakr habían sido reconocidos como la clase dominante con el único derecho a decidir sobre el califato. Al llegar al califato, Alí cambio la capital a Kufa. Ali, sin embargo, solo tenía partidarios en Medina y en Kufa, y su elección como califa produjo inmediata oposición en otras áreas del califato, particularmente en el Levante, donde el gobernador Omeya de Siria, Muawiya, se rehusó a jurarle lealtad, bajo el pretexto de que no había hecho suficiente para evitar el asesinato de Uthmán, ni había castigado a sus asesinos. 
Talhah (Talha ibn Ubayd-Allah) y Zubayr ibn al-Awam (Abu 'Abd Allah Zubayr ibn al-Awwam) eran también célebres compañeros del Profeta, y estaban entre el grupo de diez fieles a quienes Mahoma había prometido irían al Paraíso. Los dos habían querido ser nombrados califas, pretensión que se vio frustrada con la disputada elección de Ali. Una vez le juraron lealtad a regañadientes, le pidieron a Ali permiso para hacer la peregrinación a La Meca. Ali se los concedió y se marcharon. En La Meca, entre tanto, la sede del poder coraichita, Aisha se había rehusado a aceptar la elección de Ali y le había culpado directamente del asesinato de Uthmán. Talhah y Zubayr rompieron sus promesas y se unieron a Aisha y los demás opositores coraichitas de Ali en La Meca.
Pronto los opositores liderados por Talhah y Al-Zubayr empezaron a planear un ataque contra Ali en Medina, pero sabiendo que allí Ali tenía un enorme soporte cambiaron sus planes y decidieron marchar a Basora, Irak, en cambio. Fue allí cuando le pidieron a Aisha que les acompañara, por su inmenso prestigio como Madre de los Fieles. Así pues, partieron de La Meca hacia a Irak con 600 o 900 hombres, con el pretexto de pedirle a Ali que arrestara a los asesinos de Uthmán, y no a luchar contra Muawiyah. Mientras pasaban por Medina, de camino a Irak, Aisha, Talha y Zubair pasaron junto a un grupo de omeyas que salían de Medina, encabezados por Marwán, quien les dijo que las personas que habían matado a Uthmán también les habían causado problemas. Entonces marcharon todos a Basora, lo que sería el comienzo de la Primera Fitna, la primera guerra civil en el islam. Algunos historiadores sitúan el número en unas 3.000 personas. Una vez en Basora lograron convencer a algunos de sus habitantes de unirse a su causa y el conflicto estalló contra las tropas del gobernador de Basora, quien fue capturado cuando los rebeldes rompieron un cese al fuego. 
Ali, enterado de la captura de Basora, preparó un ejército y marchó también a Basora. Luego, Al-Zubayr y Talha fueron a reunirse con Ali. No todo Basora estaba con ellos. Los Bani Bakr, la tribu que una vez estuvo dirigida por el segundo califa, Úmar, se unieron al ejército de Ali. Los Bani Temim decidieron permanecer neutrales.
Antes de que comenzara la batalla, Ali le recordó a Talha el sermón de Mahoma en el evento de Ghadir al-Jumm, en el que al parecer Mahoma había designado a Ali como su sucesor. Ali le dijo a Talha: "¡Te lo suplico por Alá! ¿No escuchaste al Mensajero de Alá cuando dijo: 'A quien yo sea su mawla, Ali será también su mawla. Oh, Dios, ama a quien le ama, y sé hostil a quien sea hostil con él'? " Talha le respondió "Sí," después de lo cual Ali le preguntó: "Entonces, ¿por qué quieres pelear conmigo?" Esta conversación está registrada por fuentes chiitas y sunitas.
Tras tres días de conversaciones infructuosas, Ali dio la orden de prepararse para la batalla.

## Desarrollo

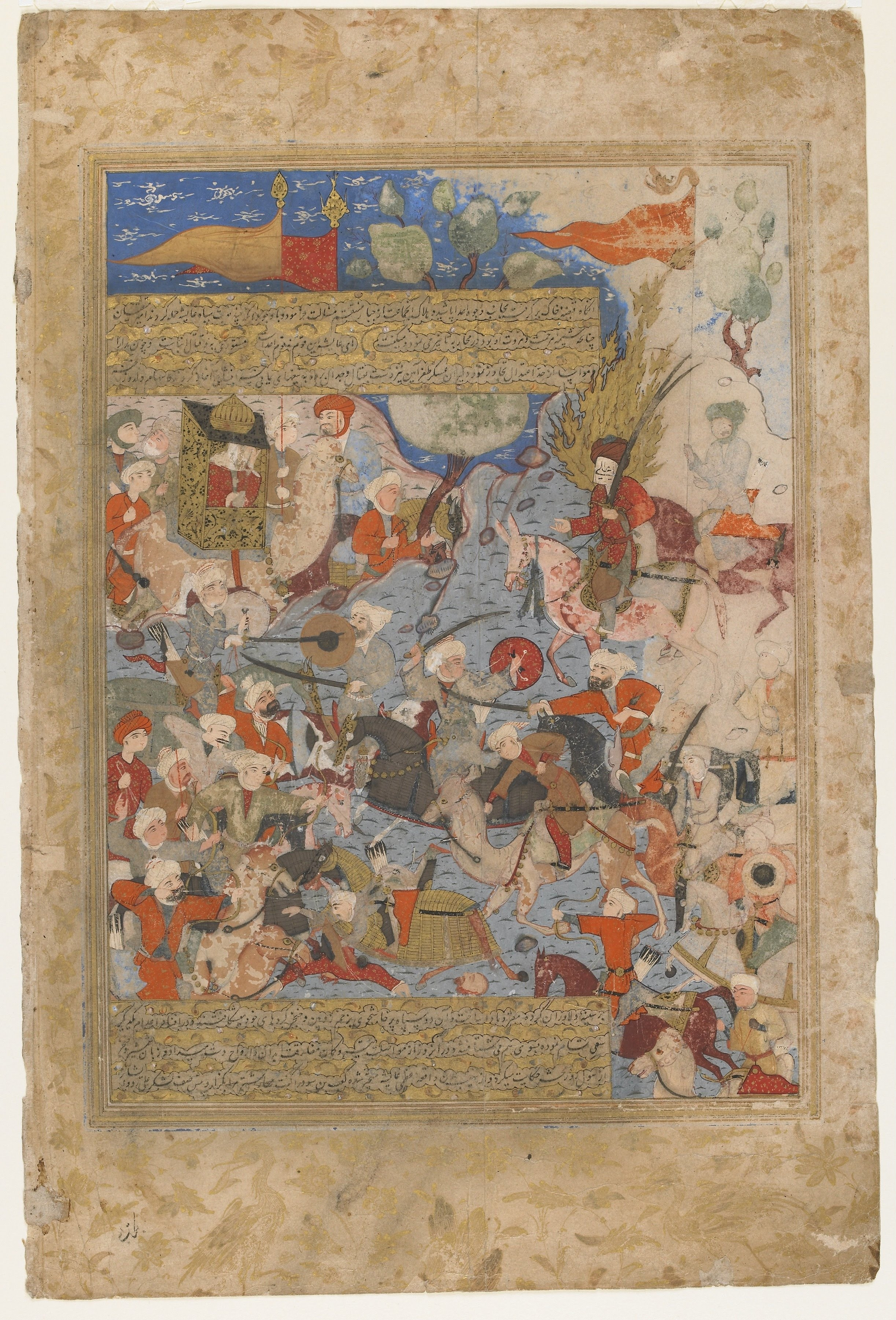
Ali y Aisha en la Batalla del Camello

Algunos jefes de las tribus de Kufa se pusieron en contacto con sus tribus que vivían en Basora. Uno de los jefes se puso en contacto con Ali para resolver el asunto. De acuerdo con algunas tradiciones, Ali no quería luchar y accedió a negociar. Luego se comunicó con Aisha y habló con ella, diciéndole: "No es prudente derramar la sangre de cinco mil por el castigo de quinientos". Ella accedió a resolver el asunto. Ali luego se reunió entonces con Talha y Zubair y les habló de la profecía de Mahoma en Ghadir al-Jumm. El primo de Ali, Zubair, le dijo: "¡Qué tragedia que los musulmanes que habían adquirido la fuerza de una roca vayan a ser aplastados al chocar entre sí!"
Las negociaciones habían llegado a un punto ciego y ninguno de los dos lados quería negociar o ceder. Aisha y sus partidarios querían la dimisión de Ali y que se convocara una shura para escoger un nuevo califa, en tanto que Ali se consideraba el legítimo califa, independientemente de la amplia oposición coraichita. Los dos lados se acusaron mutuamente del asesinato de Uthmán.
La batalla finalmente dio inicio el jueves 8 de diciembre de 656 y duró desde el mediodía hasta el atardecer. La lucha se hizo feroz cuando al-Ashtar, comandando el ala derecha del ejército de Ali, dio muerte al líder del ala izquierda del ejército de Basora. Al-Zubayr abandonó el campo de batalla muy pronto, y al parecer, sin haber luchado, y partió al Hiyaz. Al parecer, al-Zubayr se había dado cuenta de lo ilegítimo de su causa y le aterraba el derramamiento de sangre entre musulmanes, y además se había dado cuenta de que solo estaba siendo manipulado por Aisha y Tahlah para sus propios propósitos. Al-Zubayr, sin embargo, fue seguido y finalmente asesinado. 
Entre tanto, Talhah había estado luchando valientemente al frente de la caballería, pero cuando el ejército de Ali empezó a ganar el dominio de la batalla se habría dado vuelta para huir. En ese instante, Marwán, quien estaba luchando para su mismo bando, le habría lanzado una flecha por la espalda que le perforó una vena cerca de la rodilla. La hemorragia empeoraba con cada intento de sacarle la flecha, y finalmente murió. Marwán afirmó que Talhah había deshonrado a su tribu al dejar el campo, aunque al parecer había decidido matarlo desde antes.
Con la muerte de los dos generales Al-Zubayr y Talhah, la confusión prevaleció mientras los Qurra y los Omeyas luchaban. La batalla pudo haber terminado a este punto, pero la presencia de Aisha sentada en su howdah (litera) sobre su camello (hecho que le dio el apelativo de batalla del Camello) incitó a su ejército a defenderla ferozmente si bien no con mucho sentido. Qadi Kaab ibn Sur de Basora sostuvo el Corán en su cabeza y luego le aconsejó a Aysha que montara su camello para decirle a la gente que dejara de luchar, hasta que fue asesinado por flechas disparadas por las fuerzas de Ali. Mientras la batalla se libraba, las fuerzas de Ali apuntaron sus flechas para perforar el howdah de Aisha. Los rebeldes liderados por Aisha luego se reunieron a su alrededor y cerca de una docena de sus guerreros fueron decapitados mientras sostenían las riendas de su camello. Sin embargo, los guerreros de Ali se enfrentaron a muchas bajas durante sus intentos de llegar a Aisha mientras los cadáveres moribundos yacían amontonados. La lucha se centró pues alrededor de su camello y continuó por varias horas, durante las cuales muchos de los hombres protegiéndola cayeron. Finalmente, Ali ordenó incapacitar al camello y sus tropas atacaron al camello por la retaguardia y cortaron las piernas de la bestia. Aisha huyó del howdah perforado por flechas y fue capturada por las fuerzas de Ali. El hermano de Aisha Muhammad ibn Abi Bakr, que era un comandante en las fuerzas de Ali, se acercó a Aisha y la apresó, que tenía 45 años. ‘Alī luego envió a Aisha a Medina con escolta militar encabezada por su hermano. 
Se calcula que 2500 hombres del ejército de Aisha murieron en la batalla, en tanto que unos 500 perecieron del ejército de Ali.

## Evaluación y controversia
La batalla es objeto de controversia en la historiografía islámica debido a la forma de evaluación de tomar parte en ella, así como sus acciones. 
En la tradición suní, Aisha se ve como la esposa favorita de Mahoma, la hija del primer califa sunita, Abu Bakr. De acuerdo con los chiitas, la evaluación de la vida de Aisha es definitivamente negativa, culminando en la Batalla del Camello. Los chiitas prestan atención al hecho de que la muerte de Uthmán (en la que Ali no tenía nada que ver) no era para Aisha más que un pretexto para la finalización oficial del conflicto reinante con el califa Ali, por quien Aisha sentía animosidad desde hacía años. [5] 
Los críticos de Aisha prestan atención también al hecho de que Ali fue elegido califa reinante y por lo tanto, desde el punto de vista suní, toda rebelión contra él estaba prohibida de forma automática. [6] 
Los chiitas se refieren también a las fuentes sunitas que citan la carta que Ali escribió a Aisha antes de la batalla del Camello: "Ali escribió en una carta a Aisha: Dejando su casa rompiste con la obediencia a Dios y al Profeta (Mensajero)" [7] [8] [9]. 
Otra razón para criticar a Aisha fue por la posición tomada ante la ley religiosa: debido a la violación de este derecho por Aisha. De acuerdo con la ley religiosa, vengar la muerte de Utmán sólo podía ser solicitado al califa reinante (en este punto, Ali) por los parientes directos de Utmán -sus dos hijos supervivientes. Aisha por lo tanto no tenía derecho a reclamar kisasu, por no hablar de iniciar una rebelión abierta contra el califa reinante. [10]